# مونلئاله
مونلئاله (به ایتالیایی: Monleale) یک کومونه در ایتالیا است که در استان آلساندریا واقع شده‌است. مونلئاله ۹٫۶ کیلومترمربع مساحت و ۶۲۳ نفر جمعیت دارد و ۳۰۵ متر بالاتر از سطح دریا واقع شده.